# The White Tower (McDonald Island)
The White Tower (englisch für Der weiße Turm) ist eine Felssäule auf McDonald Island im südlichen Indischen Ozean. Sie ragt südwestlich des Macaroni Hill auf.
Australische Wissenschaftler benannten sie 2002.